# Walid Salah El-Din
Walid Salah El-Din (Cairo, 27 de outubro de 1971) é um ex-futebolista profissional egípcio que atuava como meia-atacante.

## Carreira
Walid Salah El-Din se profissionalizou no El-Ahly.

## Seleção
Walid Salah El-Din integrou a Seleção Egípcia de Futebol na Copa das Confederações de 1999, no México.

## Títulos
Egito
- Copa das Nações Africanas: 1998